# Liste der Brücken über die Glatt (Thur)
Die Liste der Brücken über die Glatt (Thur) enthält die Brücken der Glatt von der Quelle bei Schwellbrunn bis zur Mündung bei Oberbüren in die Thur.

## Brückenliste
55 Übergänge führen über den Fluss: 36 Strassen- und Feldwegbrücken, 14 Fussgängerbrücken, drei Rohrübergänge und zwei Eisenbahnviadukte.

### Oberlauf
13 Brücken überspannen den Fluss im oberen Abschnitt der Glatt.
| Bild | Name                         | Ort                    | Lage | Funktion                                    | Konstruktion | Material | Länge in m | Höhe m ü. M. | Bemerkungen |
| ---- | ---------------------------- | ---------------------- | ---- | ------------------------------------------- | ------------ | -------- | ---------- | ------------ | --- |
|      | Unbenannte Brücke            | Schwellbrunn           |      | Feldwegbrücke                               | Balkenbrücke | Beton    | 5          | 847          | Wanderweg |
|      | Unbenannte Brücke            | Schwellbrunn           |      | Feldwegbrücke                               | Balkenbrücke | Beton    | 10         | 837          | Wanderweg |
|      | Unbenannte Brücke            | Schwellbrunn           |      | Feldwegbrücke                               | Balkenbrücke | Beton    | 8          | 830          | Zufahrt zum Gebäude Aedelswil 152. Wanderweg |
|      | Aedelswil-Brücke             | Schwellbrunn – Herisau |      | Strassenbrücke (einspurig)                  | Balkenbrücke | Beton    | 10         | 820          | Wanderweg |
|      | Aedelswil-Brücke             | Herisau                |      | Strassenbrücke (einspurig)                  | Balkenbrücke | Beton    | 12         | 817          | Zufahrt zum Gebäude Aedelswil 1. Wanderweg |
|      | Unbenannter Steg             | Herisau                |      | Fussgängerbrücke                            | Balkenbrücke | Beton    | 8          | 807          | Brücke mit blauem Metallgeländer Fussweg zum Gebäude Aedelswil 2435.                                                                                            |
|      | Aedelswil-Brücke             | Herisau                |      | Strassenbrücke (einspurig)                  | Balkenbrücke | Beton    | 10         | 796          | Höchstgewicht 10 t Zufahrt zu den Gebäuden Aedelswil 2427 und Aedelswil 2427.                                                                                   |
|      | Unbenannte Brücke            | Herisau                |      | Strassenbrücke (einspurig)                  | Balkenbrücke | Beton    | 6          | 788          | Wanderweg |
|      | Unbenannte Brücke            | Herisau                |      | Strassenbrücke (einspurig)                  | Balkenbrücke | Beton    | 10         | 782          | Private Zufahrtsstrasse zum Gebäude Schwellbrunnerstrasse 2499. Holztor mit Warnungstafel: «Frei laufender Hund! Viel Glück!»                                   |
|      | Unbenannter Steg             | Herisau                |      | Fussgängerbrücke                            | Balkenbrücke | Holz     | 5          | 777          | Brücke ohne Geländer |
|      | Unbenannte Brücke            | Herisau                |      | Fussgängerbrücke                            | Balkenbrücke | Holz     | 8          | 772          | |
|      | Schwellbrunnerstrasse-Brücke | Herisau                |      | Strassenbrücke (zweispurig) mit Trottoir 22 | Balkenbrücke | Beton    | 20         | 769          | Höchstgeschwindigkeit 80 km/h PostAuto-Buslinie 183 (Herisau – Schwellbrunn – Schönengrund (Abendbus)) Regiobus-Buslinie 171 (Herisau – Schwellbrunn) Wanderweg |
|      | Schwellbrunnerstrasse-Brücke | Herisau                |      | Strassenbrücke (zweispurig) mit Trottoir 22 | Balkenbrücke | Beton    | 15         | 763          | Höchstgeschwindigkeit 80 km/h PostAuto-Buslinie 183 (Herisau – Schwellbrunn – Schönengrund (Abendbus)) Regiobus-Buslinie 171 (Herisau – Schwellbrunn) Wanderweg |

### Herisau
24 Brücken überspannen den Fluss in der Alpenstadt.
| Bild | Name                                | Ort     | Lage | Funktion                                               | Konstruktion | Material    | Länge in m | Höhe m ü. M. | Bemerkungen |
| ---- | ----------------------------------- | ------- | ---- | ------------------------------------------------------ | ------------ | ----------- | ---------- | ------------ | --- |
|      | Schlosswilen-Brücke                 | Herisau |      | Strassenbrücke (zweispurig)                            | Balkenbrücke | Beton       | 9          | 743          | Höchstgeschwindigkeit 50 km/h Wanderweg |
|      | Schlossstrasse-Brücke               | Herisau |      | Strassenbrücke (zweispurig)                            | Balkenbrücke | Beton       | 10         | 737          | Höchstgeschwindigkeit 50 km/h Wanderweg |
|      | Unbenannter Steg                    | Herisau |      | Fussgängerbrücke                                       | Balkenbrücke | Stahl       | 12         | 736          | Wanderweg |
|      | Unbenannte Brücke                   | Herisau |      | Strassenbrücke (zweispurig)                            | Balkenbrücke | Beton       | 12         | 732          | Verbot für Motorwagen und Motorräder: Ausgenommen Berechtigte mit Bewilligung Schulverwaltung Zufahrt zum Schulhaus Müli. |
|      | Mühlehof-Brücke                     | Herisau |      | Strassenbrücke (einspurig)                             | Balkenbrücke | Stahl       | 12         | 726          | Wanderweg |
|      | Unbenannter Steg                    | Herisau |      | Fussgängerbrücke                                       | Balkenbrücke | Beton       | 14         | 725          | Wanderland-Route 4 ViaJacobi (Etappe 2 Herisau–Wattwil) |
|      | Unbenannter Steg                    | Herisau |      | Fussgängerbrücke                                       | Balkenbrücke | Holz        | 10         | 724          | Allgemeines Fahrverbot Wanderland-Route 4 ViaJacobi (Etappe 2 Herisau–Wattwil) |
|      | Degersheimstrasse-Brücke            | Herisau |      | Strassenbrücke (zweispurig) mit Trottoirs 20.2         | Balkenbrücke | Beton       | 30         | 723          | Höchstgeschwindigkeit 50 km/h PostAuto-Buslinie 183 (Herisau – Schwellbrunn – Schönengrund (Abendbus)) Regiobus-Buslinien 171 (Herisau – Schwellbrunn) und 175 (Herisau Bahnhof – Ramsen) Veloland-Route 75 Obstgarten-Route (Etappe 2 Herisau–Nesslau) und Route 99 Herzroute (Etappe 11 Wattwil–Herisau) |
|      | Industriestrasse-Brücke             | Herisau |      | Strassenbrücke (zweispurig) mit Velostreifenmarkierung | Balkenbrücke | Beton       | 40         | 722          | Höchstgeschwindigkeit 50 km/h |
|      | Cilanderstrasse-Brücke              | Herisau |      | Strassenbrücke (einspurig) mit Trottoir                | Balkenbrücke | Beton       | 15         | 722          | Einbahnstrasse (Fahrtrichtung Hauptstrasse-Auffahrt) Einfahrt verboten (Fahrtrichtung Herisau Zentrum) Wanderland-Route 22 Kulturspur Appenzellerland (Etappe 1 Degersheim–Stein AR) |
|      | Unbenannte Brücke                   | Herisau |      | Rohrleitungsbrücke                                     | Balkenbrücke | Holz        | 10         | 717          | Wasserleitung |
|      | Unbenannte Brücke                   | Herisau |      | Strassenbrücke (zweispurig)                            | Balkenbrücke | Beton       | 15         | 715          | Zufahrt zum Gebäude Cilanderstrasse 9 (Sami's Carrosserie, Amas Automechanik-Autospenglerei AG). Wanderland-Route 22 Kulturspur Appenzellerland (Etappe 1 Degersheim–Stein AR) |
|      | Durchgangsstrasse-Brücke            | Herisau |      | Strassenbrücke (zweispurig) mit Velostreifenmarkierung | Balkenbrücke | Beton       | 40         | 715          | Höchstgeschwindigkeit 60 km/h |
|      | Hölzlistrasse-Brücke                | Herisau |      | Strassenbrücke (zweispurig) mit Trottoir               | Balkenbrücke | Beton       | 15         | 712          | Höchstgeschwindigkeit 30 km/h Wanderland-Route 22 Kulturspur Appenzellerland (Etappe 1 Degersheim–Stein AR) |
|      | Glatttal-Viadukt (Cilander-Viadukt) | Herisau |      | Eisenbahnbrücke (eingleisig)                           | Bogenbrücke  | Beton Stein | 296        | 711          | 14-bogige bruchsteinverkleidete Betonsteinbrücke, gebaut 1907–1910 Höchstgeschwindigkeit 90 km/h SOB Bahnstrecke St. Gallen – Wattwil |
|      | Unbenannte Brücke                   | Herisau |      | Rohrleitungsbrücke                                     | Balkenbrücke | Beton       | 12         | 711          | Gebaut 2007 |
|      | Unbenannte Brücke                   | Herisau |      | Strassenbrücke (zweispurig)                            | Balkenbrücke | Beton       | 10         | 708          | Private Brücke mit abschliessbarem Metalltor Zufahrtsstrasse zum Cilander-Fabrikareal. |
|      | Untere Fabrik-Brücke                | Herisau |      | Strassenbrücke (einspurig)                             | Balkenbrücke | Beton       | 10         | 707          | Allgemeines Fahrverbot |
|      | Unbenannte Brücke                   | Herisau |      | Strassenbrücke (zweispurig)                            | Balkenbrücke | Beton       | 10         | 707          | |
|      | Unbenannte Brücke                   | Herisau |      | Strassenbrücke (einspurig)                             | Balkenbrücke | Beton       | 8          | 703          | Private Zufahrtsstrasse zum Gebäude Untere Fabrik 1325 (Preisig Transporte). |
|      | Hölzli-Brücke                       | Herisau |      | Feldwegbrücke                                          | Balkenbrücke | Beton       | 15         | 701          | Höchstgewicht 10 t Wanderweg |
|      | Unbenannte Brücke                   | Herisau |      | Rohrleitungsbrücke                                     | Balkenbrücke | Beton       | 20         | 691          | Gedeckte Abwasserleitungs-Brücke der ARA Bachwis |
|      | Unbenannter Steg                    | Herisau |      | Fussgängerbrücke                                       | Balkenbrücke | Stahl       | 15         | 687          | |
|      | Unbenannte Brücke                   | Herisau |      | Feldwegbrücke                                          | Balkenbrücke | Beton       | 12         | 687          | |

### Unterlauf
18 Brücken überspannen den Fluss im unteren Abschnitt der Glatt.
| Bild | Name                                 | Ort                     | Lage | Funktion                                                                                          | Konstruktion     | Material | Länge in m | Höhe m ü. M. | Bemerkungen |
| ---- | ------------------------------------ | ----------------------- | ---- | ------------------------------------------------------------------------------------------------- | ---------------- | -------- | ---------- | ------------ | --- |
|      | Zellersmüli-Brücke                   | Herisau – Gossau        |      | Strassenbrücke (zweispurig)                                                                       | Balkenbrücke     | Beton    | 10         | 676          | Höchstgewicht 5 t Wanderweg Die hydrometrische Messstation Glatt - Herisau, Zellersmühle (2305) vom Bundesamt für Umwelt (BAFU) befindet sich 80 m flussaufwärts auf der linken Flussseite. Interkantonale Brücke (Kantonsgrenze Appenzell Ausserrhoden – St. Gallen)    |
|      | Tobelmülistrasse-Brücke              | Flawil – Gossau         |      | Feldwegbrücke                                                                                     | Balkenbrücke     | Beton    | 16         | 618          | Wanderweg 800 m flussabwärts befindet sich das national geschützte Amphibienlaichgebiet Glatttal. |
|      | Glattviadukt (St. Kolumbanbrücke)    | Flawil – Gossau         |      | Eisenbahnbrücke (zweigleisig)                                                                     | Bogenbrücke      | Stein    | 130        | 593          | Steinbogenbrücke, gebaut 1995–1997, Vorgängerbrücke von 1927 wurde 1997 gesprengt Höchstgeschwindigkeit 140 km/h Bahnstrecke St. Gallen–Winterthur |
|      | Kolumbansteg (Columbanweg)           | Flawil – Gossau         |      | Fussgänger- und Velobrücke                                                                        | Balkenbrücke     | Stahl    | 130        | 593          | Unter dem Glattviadukt angehängte Brücke, gebaut 1997, saniert 2016 Allgemeines Fahrverbot: Velo- und Mofafahrer gestattet Veloland-Route 33 Kartäuser-Fürstenland-Route (Etappe 2 Wil SG–Rorschach)                                                                     |
|      | Militärsteg oder Divisionssteg       | Flawil – Gossau         |      | Fussgängerbrücke                                                                                  | Balkenbrücke     | Holz     | 30         | 592          | Gebaut 1988 von der Felddivision 7 als Geschenk an alle Wanderer (für den Divisionsweg) Wanderweg Auf der rechten Seite befindet sich das national geschützte Amphibienlaichgebiet Espel.                                                                                |
|      | Isenhammer-Brücke                    | Flawil – Gossau         |      | Strassenbrücke (zweispurig)                                                                       | Balkenbrücke     | Beton    | 10         | 583          | Höchstgeschwindigkeit 60 km/h Zufahrt zum Cilander Vorwerk Eisenhammer. Wanderweg |
|      | Unbenannter Steg                     | Flawil – Oberbüren      |      | Fussgängerbrücke                                                                                  | Balkenbrücke     | Stahl    | 20         | 579          | Wanderweg (bei Isenhammer) |
|      | Oberglatt-Brücke (St. Gallerstrasse) | Oberglatt – Niederwil   |      | Strassenbrücke (zweispurig) mit Trottoir 430                                                      | Balkenbrücke     | Beton    | 30         | 573          | Gebaut 1979/80 Die letzte Oberglatter Holzbrücke, erstellt 1826, wurde 1881 abgebrochen und durch eine Stahlbrücke ersetzt Höchstgeschwindigkeit 50 km/h |
|      | Glattalstrasse-Brücke                | Oberglatt – Niederwil   |      | Strassenbrücke (einspurig)                                                                        | Bogenbrücke      | Stein    | 20         | 564          | Verbot für Motorwagen und Motorräder: Landwirtschaftlicher Verkehr und Zubringerdienst gestattet |
|      | Schwanzerweg-Steg                    | Flawil – Niederwil      |      | Fussgänger- und Velobrücke                                                                        | Fachwerkbrücke   | Stahl    | 20         | 554          | Wanderweg Flussabwärts beginnt das national geschützte Auengebiet Glatt nordwestlich Flawil. |
|      | Fuchsloch-Steg                       | Flawil – Niederwil      |      | Fussgängerbrücke                                                                                  | Balkenbrücke     | Stahl    | 18         | 543          | Wanderweg Das Bauwerk befindet sich im national geschützten Auengebiet Glatt nordwestlich Flawil. |
|      | Glattmüli-Brücke                     | Niederglatt – Niederwil |      | Feldwegbrücke                                                                                     | Balkenbrücke     | Beton    | 15         | 534          | Verbot für Motorwagen und Motorräder: Zubringerdienst gestattet Höchstgewicht 8 t Wanderweg Das Bauwerk befindet sich im national geschützten Auengebiet Glatt nordwestlich Flawil.                                                                                      |
|      | Unbenannte Brücke                    | Niederglatt – Niederwil |      | Feldwegbrücke                                                                                     | Balkenbrücke     | Beton    | 20         | 527          | Höchstgewicht 7,5 t Wanderweg Das Bauwerk befindet sich im national geschützten Auengebiet Glatt nordwestlich Flawil. |
|      | Unbenannter Steg                     | Niederglatt – Oberbüren |      | Fussgängerbrücke mit Tor                                                                          | Fachwerkbrücke   | Stahl    | 30         | 505          | Wanderweg Das Bauwerk befindet sich im national geschützten Auengebiet Glatt nordwestlich Flawil. |
|      | Buechental-Brücke                    | Niederuzwil – Oberbüren |      | Strassenbrücke (zweispurig) mit Trottoir 38                                                       | Balkenbrücke     | Beton    | 30         | 496          | Höchstgeschwindigkeit 50 km/h PostAuto-Buslinien 728 (Uzwil – Oberbüren – Zuckenriet), 737 (Wil SG – Zuzwil SG – Oberbüren – Uzwil (Nachtwind)) und 740 (Uzwil – Oberbüren – Niederbüren – Bischofszell) Wanderweg                                                       |
|      | Autobahnzufahrt-Brücke               | Niederuzwil – Oberbüren |      | Strassenbrücke (zweispurig) mit begrüntem Mittelstreifen, Velostreifenmarkierung und Trottoir 444 | Balkenbrücke     | Beton    | 50         | 494          | Höchstgeschwindigkeit 60 km/h Autobahnzufahrt A1, Anschluss 78 Uzwil. Flussaufwärts auf der rechten Flussseite befindet sich die hydrometrische Messstation Nr. 8401 Glatt - Oberbüren, Buechental vom Kanton St. Gallen.                                                |
|      | Glattbrücke (Autobahn A1)            | Niederuzwil – Oberbüren |      | Autobahnbrücke (vierspurig)                                                                       | Hohlkastenbrücke | Beton    | 70         | 491          | Höchstgeschwindigkeit 120 km/h |
|      | Haslensteg                           | Niederuzwil – Oberbüren |      | Fussgänger- und Velobrücke                                                                        | Gedeckte Brücke  | Holz     | 20         | 489          | Gedeckte Holzbrücke, gebaut 1990, saniert 2017 Veloland-Route 5 Mittelland-Route (Etappe 1 Romanshorn–Wil&(SG)) und Route 95 Thur-Route (Etappe 2,Bischofszell–Nesslau) Wanderweg Das Mündungsgebiet befindet sich im national geschützten Auengebiet Gillhof-Glattburg. |